# Площа Францішка Богушевича (станція метро)
53°53′47″ пн. ш. 27°32′18″ сх. д. / 53.89639° пн. ш. 27.53833° сх. д.
Площа Францішка Богушевича (біл. Плошча Францішка Багушэвіча) — станція першої черги Зеленолузької лінії Мінського метрополітену.

## Історія
6 листопада 2020 року станція урочисто відкрита в складі дільниці «Ковальська Слобода» — «Ювілейна площа», для пасажирів станція запрацювала наступного дня. Названа на честь білоруського поета Францішека Богушевича.

## Технічні характеристики
Конструкція станції — колонна трипрогінна мілкого закладення типу горизонтальний ліфт з однією острівною платформою.

## Розташування та вестибюлі
Станція розташована під однойменною площею Мінська — круговим перехрестям на розі вулиці Клари Цеткін, під якою в цьому місці пролягає лінія, з проспектом Дзержинського. Поруч зі станцією метро, за адресою вул. Клари Цеткін, буд. № 24, розташований багатофункціональний комплекс, який містить бізнес-центр, готель, ФОК (тренажерний зал, басейн, СПА) і багатопрофільний медичний центр. Підземний вестибюль станції квадратної форми інтегрований з підземним пішохідним переходом, по кутах якого є виходи з чотирьох сторін. З кожного боку на вулицю із зовнішньої сторони периметра кругової дороги виходять по два сходових прольоти у протилежні сторони, обладнані наземними вестибюлями з дахом аркової форми та ліфтом між ними. Оздоблення наземних вестибюлів сходів і ліфтів має сірий і зелений кольори.

## Колійний розвиток
За станцією починається службово-сполучна гілка до Автозаводської лінії завдовжки понад 800 метрів.

## Оздоблення
Станція має освітлення у вигляді білих світлових ліній, центральна частина станції під ескалаторами також освітлена стельовими світловими лініями зеленого кольору. По торцях платформи на стінах встановлені дві скульптури, виконані у металі — «Ткацький верстат» роботи Олексія Сорокіна та Віктора Копача розміром 5×6 метрів і «Книга білоруська» роботи Максима Петруля розміром 6×6 метрів.

## Галерея

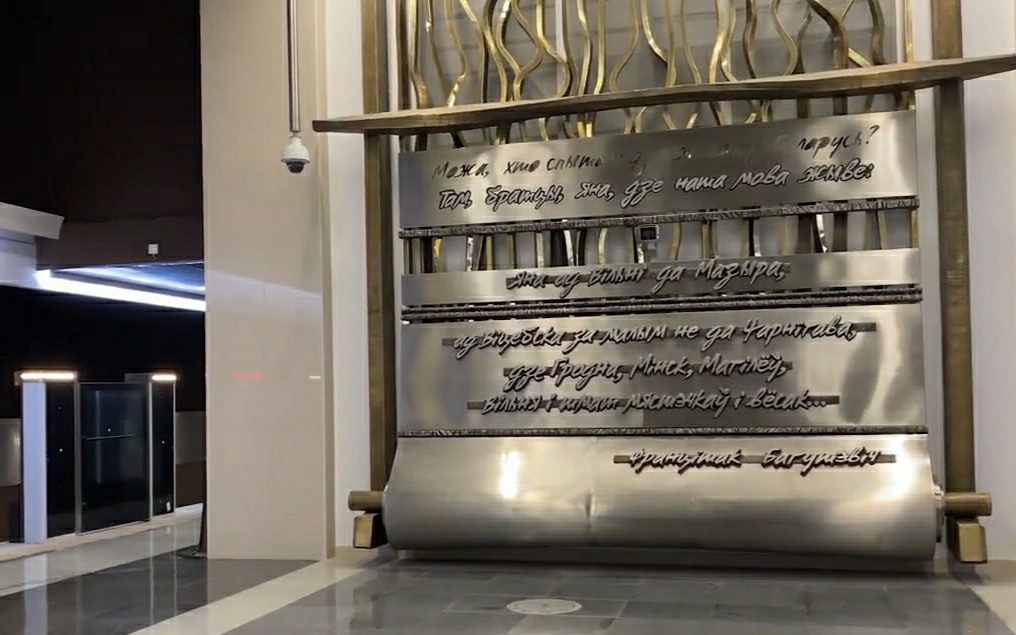
Перший із віршів письменника на станції
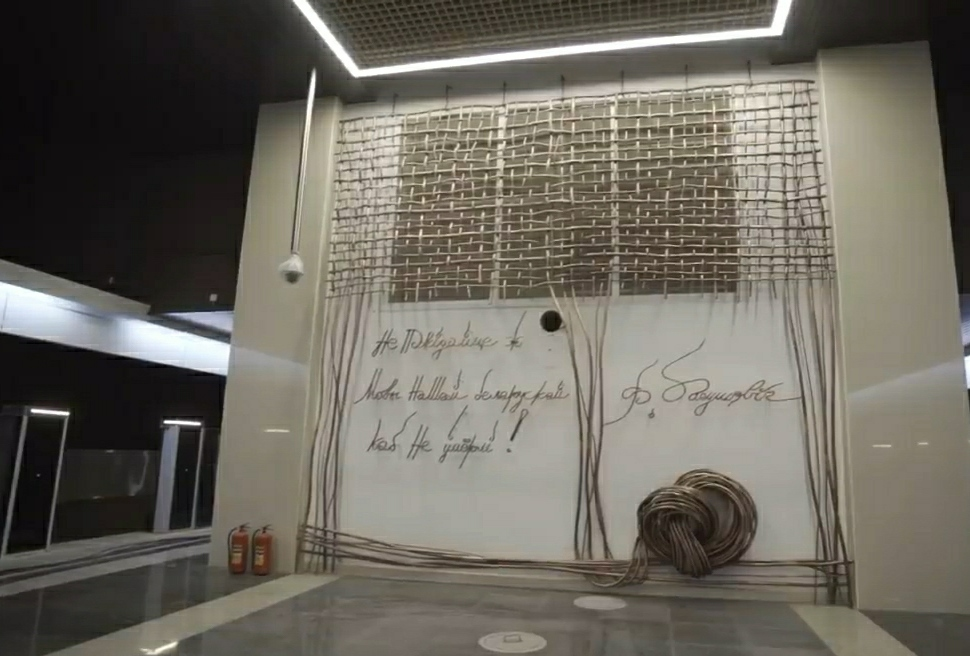
Статуя із віршем Францішка Богушевича